# Laîche faux souchet
Carex pseudocyperus
Espèce
Classification phylogénétique
Statut de conservation UICN

 LC  : Préoccupation mineure
La laîche faux souchet (Carex pseudocyperus) est une espèce de plante de la famille des Cyperaceae qui pousse dans les endroits humides.

## Description

### Caractéristiques
- Organes reproducteurs
  - Couleur dominante des fleurs : vert
  - Période de floraison : juin-août
  - Inflorescence : racème d'épis
  - Sexualité : monoïque
  - Ordre de maturation : protandre
  - Pollinisation : anémogame
- Graine
  - Fruit : akène
  - Dissémination : hydrochore
- Habitat et répartition
  - Habitat type : grandes cariçaies tourbeuses
  - Aire de répartition : holarctique

données d'après : Julve, Ph., 1998 ff. - Baseflor. Index botanique, écologique et chorologique de la flore de France. Version : 23 avril 2004.

## Protection
La Laîche faux-souchet est protégée en Algérie.